# Division 1 2018-2019 (pallacanestro femminile)
Il campionato belga di pallacanestro femminile 2018-2019 è stato l'80º.
Il Castors Braine ha vinto il campionato per la sesta volta superando nella finale play-off il BBC Sint-Katelijne-Waver per 2-0.

## Regolamento
Le squadre classificate dal primo all'ottavo posto al termine della regular season si qualificano ai play-off per l'assegnazione del titolo di campione del Belgio.
Le squadre classificate dal nono al dodicesimo posto disputano i play-out. Le ultime due retrocedono in seconda serie.

## Squadre partecipanti
Il campionato è costituito da 12 squadre. Retrocesse Basket Willebroek e Verviers-Pepinster in Landelijke 1, da cui sono promosse Basket Lummen ed Antwerp Giants. Declercq Stortbeton Waregem rinuncia al campionato e riparte dalla serie inferiore; viene sostituita dal Rebond Ottignies.
- Castors Braine, detentore
- BBC Sint-Katelijne-Waver, finalista
- Kang. Mechelen
- Namur Capitale
- Spirou Ladies Charleroi
- Dynamite Deerlijk
- Panthers Liegi
- BBC Jeugd Gentson
- KBBC Upkot Sparta Laarne
- Basket Lummen
- Antwerp Giants
- Rebond Ottignies

## Stagione regolare

### Classifica
|  | Pos. | Squadra                      | Pt. | G  | V  | P  | PtF  | PtS  | Dif. | DPsc | Qualif.     |
|  | ---- | ---------------------------- | --- | -- | -- | -- | ---- | ---- | ---- | ---- | ----------- |
|  | 1.   | Mithra Castors Braine        | 62  | 22 | 20 | 2  | 2026 | 1150 | +876 |      | ai play-off |
|  | 2.   | BBC Sint-Katelijne-Waver     | 58  | 22 | 18 | 4  | 1601 | 1226 | +375 |      | ai play-off |
|  | 3.   | Belfius Namur Capitale       | 54  | 22 | 16 | 6  | 1677 | 1261 | +416 | +6   | ai play-off |
|  | 4.   | Kangoeroes Basket Willebroek | 54  | 22 | 16 | 6  | 1624 | 1445 | +179 | -6   | ai play-off |
|  | 5.   | Liège Panthers               | 50  | 22 | 14 | 8  | 1479 | 1368 | +111 | +10  | ai play-off |
|  | 6.   | Dynamite Deerlijk            | 50  | 22 | 14 | 8  | 1473 | 1475 | -2   | -10  | ai play-off |
|  | 7.   | Spirou Ladies Charleroi      | 42  | 22 | 10 | 12 | 1317 | 1317 | 0    |      | ai play-off |
|  | 8.   | Basket Lummen                | 38  | 22 | 8  | 14 | 1364 | 1642 | -278 |      | ai play-off |
|  | 9.   | Upkot Sparta Laarne          | 36  | 22 | 7  | 15 | 1346 | 1694 | -348 |      | ai play-out |
|  | 10.  | Antwerp Giants               | 30  | 22 | 4  | 18 | 1336 | 1846 | -510 |      | ai play-out |
|  | 11.  | BBC Jeugd Gentson            | 28  | 22 | 3  | 19 | 1170 | 1542 | -372 |      | ai play-out |
|  | 12.  | Rebond Ottignies             | 26  | 22 | 2  | 20 | 1225 | 1672 | -447 |      | ai play-out |

Legenda:
       Campione del Belgio.
      Ammessa ai play-off.
      Ammessa ai play-out.
      Retrocessa in Landelijk 1.
      Rinuncia alla Division 1 2019-2020.
  Vincitrice della Coppa del Belgio 2019
Note:
Tre punti a vittoria, uno a sconfitta.

### Risultati
|                | ANT    | NAM   | CAS    | DEE    | JGE   | KAN    | LAA    | LIE   | LUM    | REB   | SKW    | SPI   |
| -------------- | ------ | ----- | ------ | ------ | ----- | ------ | ------ | ----- | ------ | ----- | ------ | ----- |
| Antwerp        |        | 42-97 | 45-108 | 57-84  | 64-57 | 85-98  | 73-78  | 52-86 | 83-85  | 73-74 | 49-107 | 50-66 |
| Belfius Namur  | 81-55  |       | 65-78  | 93-53  | 73-36 | 77-85  | 82-56  | 68-55 | 86-57  | 99-32 | 66-79  | 72-53 |
| Castors Braine | 102-51 | 54-67 |        | 98-59  | 88-58 | 103-67 | 115-40 | 84-57 | 100-51 | 89-37 | 65-59  | 86-46 |
| Deerlijk       | 88-51  | 54-51 | 51-107 |        | 70-48 | 81-89  | 90-58  | 52-70 | 77-68  | 43-40 | 44-66  | 55-53 |
| Jeugd Gentson  | 65-77  | 46-80 | 46-104 | 66-69  |       | 53-64  | 56-64  | 49-59 | 75-78  | 59-51 | 48-66  | 54-50 |
| Kangoeroes     | 81-50  | 57-71 | 58-92  | 59-63  | 67-43 |        | 86-64  | 63-76 | 80-43  | 84-54 | 56-53  | 70-55 |
| Laarne         | 71-57  | 60-83 | 55-104 | 65-80  | 77-70 | 67-97  |        | 52-95 | 68-58  | 68-64 | 51-69  | 42-76 |
| Liege          | 88-56  | 78-87 | 39-79  | 52-60  | 71-49 | 69-64  | 77-71  |       | 56-41  | 70-47 | 61-66  | 53-41 |
| Lummen         | 76-85  | 64-95 | 50-104 | 55-79  | 63-64 | 52-77  | 54-47  | 73-78 |        | 81-75 | 70-63  | 65-57 |
| Rebond         | 57-66  | 43-70 | 52-116 | 68-105 | 66-45 | 76-83  | 58-73  | 61-69 | 67-76  |       | 44-89  | 47-73 |
| Sint Katelijne | 106-68 | 53-48 | 63-61  | 76-60  | 80-41 | 62-78  | 84-62  | 80-61 | 69-43  | 76-62 |        | 64-35 |
| Spirou         | 91-47  | 71-66 | 34-89  | 85-56  | 61-42 | 56-61  | 66-57  | 73-59 | 57-61  | 65-50 | 53-71  |       |

## Play-out
Le ultime quattro squadre della stagione regolare si incontrano disputando ciascuna 6 partite tra andata e ritorno. Le partite si sono disputate tra il 30 marzo e il 27 aprile. In conclusione la classifica finale dal nono al dodicesimo posto è la seguente:

### Classifica
|  | Pos. | Squadra             | Pt. | G | V | P | PtF | PtS | Dif. |
|  | ---- | ------------------- | --- | - | - | - | --- | --- | ---- |
|  | 9.   | BBC Jeugd Gentson   | 24  | 6 | 6 | 0 | 417 | 337 | +80  |
|  | 10.  | Antwerp Giants      | 15  | 6 | 3 | 3 | 468 | 447 | +21  |
|  | 11.  | Upkot Sparta Laarne | 12  | 6 | 2 | 4 | 386 | 421 | -35  |
|  | 12.  | Rebond Ottignies    | 9   | 6 | 1 | 5 | 386 | 452 | -66  |

Legenda:
      Retrocessa in Landelijk 1.
      Rinuncia alla Division 1 2019-2020.
Note:
Quattro punti a vittoria, uno a sconfitta.

### Risultati
|               | ANT   | GEN   | LAA   | REB   |
| ------------- | ----- | ----- | ----- | ----- |
| Antwerp       |       | 76-87 | 78-65 | 75-62 |
| Jeugd Gentson | 76-72 |       | 71-45 | 61-41 |
| Laarne        | 79-73 | 44-53 |       | 87-76 |
| Rebond        | 78-94 | 59-69 | 70-66 |       |

## Play-off
|  | Quarti di finale | Quarti di finale      | Quarti di finale |                      |               | Semifinali            | Semifinali | Semifinali |  |  | Finale | Finale                | Finale |
|  |                  |                       |                  |                      |               |                       |            |            |  |  |        |                       |        |
|  | 1                | Mithra Castors Braine | 2                |                      |               |                       |            |            |  |  |        |                       |        |
|  | 8                | Lummen                | 0                |                      |               |                       |            |            |  |  |        |                       |        |
|  | 8                | Lummen                | 0                |                      | 1             | Mithra Castors Braine | 2          |            |  |  |        |                       |        |
|  |                  |                       |                  |                      | 1             | Mithra Castors Braine | 2          |            |  |  |        |                       |        |
|  |                  | 4                     | Kangoeroes       | 0                    |               |                       |            |            |  |  |        |                       |        |
|  | 4                | 4                     | Kangoeroes       | 0                    | Kangoeroes    | 2                     |            |            |  |  |        |                       |        |
|  | 4                |                       |                  |                      | Kangoeroes    | 2                     |            |            |  |  |        |                       |        |
|  | 5                | Liège Panthers        | 0                |                      |               |                       |            |            |  |  |        |                       |        |
|  |                  |                       |                  |                      |               |                       |            |            |  |  | 1      | Mithra Castors Braine | 2      |
|  |                  |                       | 2                | Sint-Katelijne-Waver | 0             |                       |            |            |  |  |        |                       |        |
|  | 2                | Sint-Katelijne-Waver  | 2                |                      |               |                       |            |            |  |  |        |                       |        |
|  | 7                | Spirou                | 0                |                      |               |                       |            |            |  |  |        |                       |        |
|  | 7                | Spirou                | 0                |                      | 2             | Sint-Katelijne-Waver  | 2          |            |  |  |        |                       |        |
|  |                  |                       |                  |                      | 2             | Sint-Katelijne-Waver  | 2          |            |  |  |        |                       |        |
|  |                  | 3                     | Belfius Namur    | 1                    |               |                       |            |            |  |  |        |                       |        |
|  | 3                | 3                     | Belfius Namur    | 1                    | Belfius Namur | 2                     |            |            |  |  |        |                       |        |
|  | 3                |                       |                  |                      | Belfius Namur | 2                     |            |            |  |  |        |                       |        |
|  | 6                | Deerlijk              | 0                |                      |               |                       |            |            |  |  |        |                       |        |

### Quarti di finale
Gare disputate l'andata tra il 30 e il 31 marzo, il ritorno tra il 2 e il 3 aprile.
| Squadra 1 | Totale | Squadra 2             | Gara 1  | Gara 2   | Gara 3 |
| --------- | ------ | --------------------- | ------- | -------- | ------ |
| Liege     | 0 - 2  | Kangoeroes            | 61 - 64 | 81 - 83  | -      |
| Deerlijk  | 0 - 2  | Belfius Namur         | 64 - 73 | 69 - 71  | -      |
| Spirou    | 0 - 2  | Sint Katelijne        | 46 - 59 | 57 - 77  | -      |
| Lummen    | 0 - 2  | Mithra Castors Braine | 38 - 90 | 54 - 103 | -      |

### Semifinali
Gare disputate l'andata tra il 9 e il 10 aprile, il ritorno il 13 aprile, lo spareggio (Sint Katelijne/Belfius Namur) il 16 aprile.
| Squadra 1     | Totale | Squadra 2             | Gara 1  | Gara 2  | Gara 3  |
| ------------- | ------ | --------------------- | ------- | ------- | ------- |
| Belfius Namur | 1 - 2  | Sint Katelijne        | 58 - 66 | 83 - 78 | 60 - 69 |
| Kangoeroes    | 0 - 2  | Mithra Castors Braine | 60 - 83 | 68 - 85 | -       |

### Finale
Si sono disputate il 20 e il 24 aprile.
| Squadra 1      | Totale | Squadra 2             | Gara 1  | Gara 2  | Gara 3 |
| -------------- | ------ | --------------------- | ------- | ------- | ------ |
| Sint Katelijne | 0 - 2  | Mithra Castors Braine | 65 - 66 | 56 - 67 | -      |

## Verdetti
- Campione del Belgio:  Castors Braine (6º titolo)
Formazione:[2][3](4) Mariona Ortiz, (44) Emmanuella Mayombo, (13) Manon Grzesinski, (8) Celeste Trahan-Davis, (7) Antonia Delaere, (12) Albina Razheva, (33) Karlie Samuelson,[4][5] (10) Merike Anderson, (9) Eleanna Christinakī,[6][7] Ruth Amblin, (30) Brandi Harvey-Carr, (21) Maxuella Lisowa-Mbaka, (3) Sien Devliegher, (8) Abby Rendle, Olesja Malašenko.[8][5] Allenatore: Pascal Angillis, poi Fabien Muylaert.[9][10]
- Retrocessa in Landelijk 1:  Rebond Ottignies.
- Non ammessa alla stagione successiva:  BBC Jeugd Gentson.[11]
- Vincitrice Coppa del Belgio:  Castors Braine